# Jorsa
Jorsa (rusky Ёрса) je řeka v Komiské republice v evropské části Ruska. Je dlouhá 206 km. Plocha povodí měří 2520 km². Nazývá se také Jorga (rusky Ёрга)

## Průběh toku
Pramení v kopcovité krajině a protéká mokřady. Ústí zprava do ramene Pečory Labazský Šar.

## Vodní režim
Zdrojem vody jsou sněhové a dešťové srážky.